# Paraeuchaeta prudens
Paraeuchaeta prudens är en kräftdjursart som beskrevs av Tanaka och Omori 1968. Paraeuchaeta prudens ingår i släktet Paraeuchaeta och familjen Euchaetidae. Inga underarter finns listade i Catalogue of Life.